# De Grassi Street

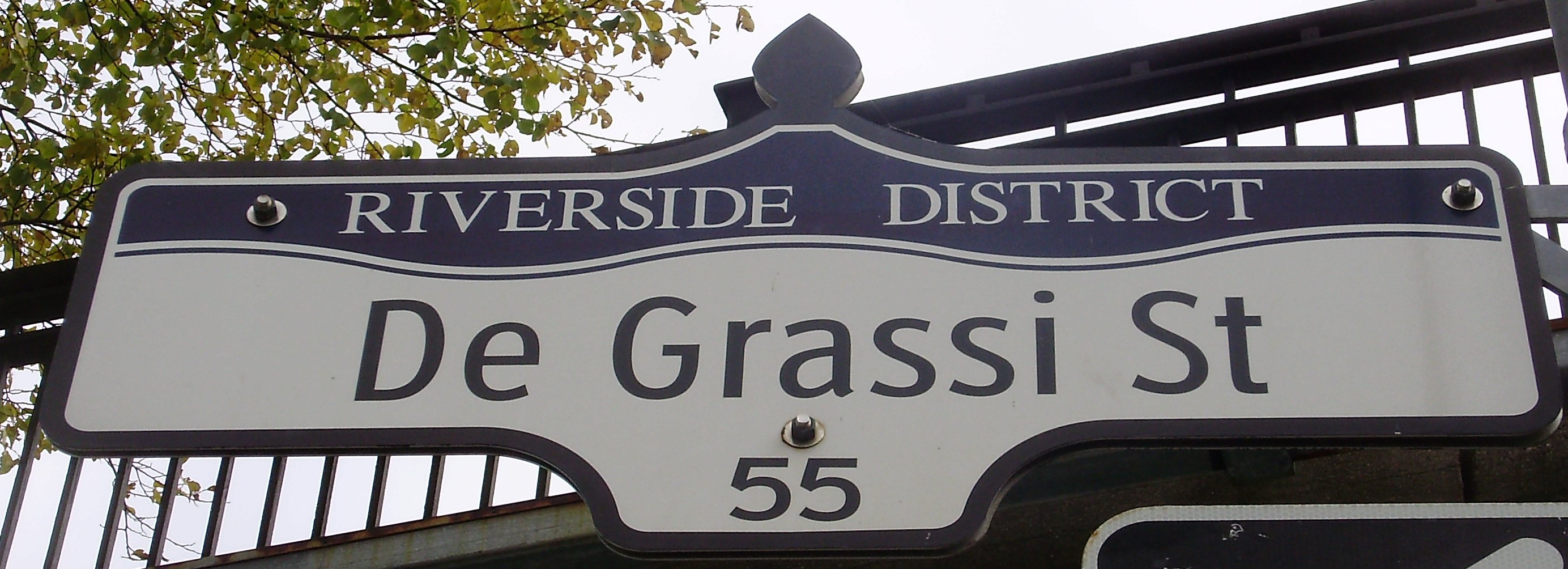
Cartello di De Grassi Street

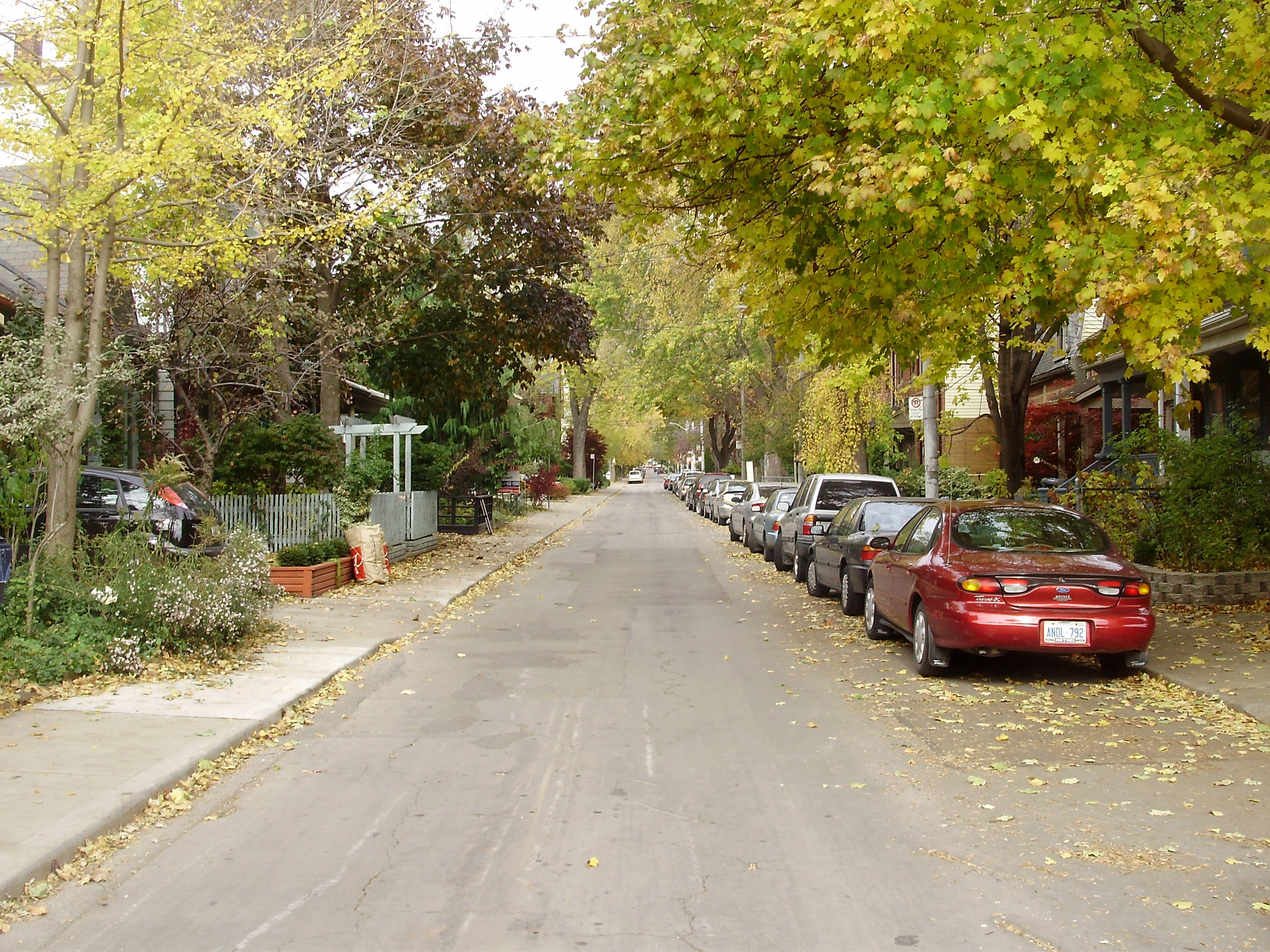
La strada in autunno

De Grassi Street è una strada della città di Toronto in Canada. Deve il suo nome al capitano italiano Filippo "Philip" De Grassi, emigrato in Canada con la sua famiglia nel 1831 a York.
La strada si trova a sud di Riverdale ed è a carattere residenziale. 
Si percorre a senso unico dall'altezza di Queen Street East a Gerrard Street.
La strada è diventata famosa con la serie televisiva per giovani Degrassi.

## Quartieri attraversati
- Queen-Broadview Village – all'altezza di Queen Street
- Riverside (Queen Street East da Don Valley east a De Grassi Street)
- East Chinatown – all'altezza di Gerrard Street